# Mother's Day
«Mother's Day» (укр. «День Матері») — чотирнадцята серія другого сезону анімаційного серіалу «Футурама», що вийшла в ефір у Північній Америці 14 травня 2000 року.
Автор сценарію: Льюїс Мортон.
Режисер: Браян Шизлі.

## Сюжет
Щороку на День Матері роботи, створені корпорацією «Мамині дружні роботи», в усьому світі роблять подарунки та шлють вітальні листівки власниці корпорації Мамі. Проте цього року Мама, яку мучать гіркі спогади про невдалий роман, що скінчився 70 років тому, наказує всім роботам планети повстати проти людей — вона робить це, надіславши сигнал зі свого пульта дистанційного керування на антени, якими оздоблено всіх роботів (у тому числі й Бендера, який залюбки віддається мародерству разом зі своєю новою приятелькою — роботизованою вітальною листівкою, яка постійно проголошує марксистські гасла). Об’єктом давнього нещасного кохання Мами був професор Фарнсворт, який в ті часи працював у її корпорації. Після того, як Мама наполягла на перетворенні винайденої ним невинної дитячої іграшки «Котика-Муркотика» на триметрову машину для вбивств, розлючений професор порвав із нею стосунки. Відтоді вони не бачилися.
Бажаючи припинити повстання роботів і врятувати людство, сини Мами Волт, Ларрі та Іґнар звертаються по допомогу до команди «Міжпланетного експреса». Задача полягає в тому, щоби здобути пульт керування роботами, який Мама ховає у своєму бюстгальтері. Для цього вони відвозять маму до сільської хижі у Бронксі, куди має згодом прибути професор, щоби звабити її, зняти з неї бюстгальтер і зупинити роботів. Команда отримує особливу некомп’ютеризовану мапу місця призначення. Щоби доставити всіх туди, Фрай будує гарбу (з овальними колесами), яку йому доводиться тягнути самотужки.
Під час зустрічі професора з Мамою їхня пристрасть спалахує знов, і вони віддаються «гарячому спонтанному сексу». У цей самий час армія роботів наступає на Бронкс, оточуючи хижку. Мама вирішує зупинити повстання, але не може знайти свій бюстгальтер. Після нетривалих пошуків він знаходиться підвішеним на вентиляторі під стелею, але вентилятор (який також є роботом) відмовляється його віддати. На щастя через комин в хижку вдирається Бендер. Мама просить його зняти бюстгальтер з вентилятора. Спершу Бендер відмовляється, але почувши від листівки, що після перемоги повстання буде збудовано «робітничий рай для роботів», в якому не буде алкоголю, він рве листівку на шматки і дістає бюстгальтер (хоча і з труднощами).
Мама зупиняє повстання роботів. Проте, почувши, що раптовий спалах пристрасті професора був частиною підступного плану, відштовхує його. Життя знов повертається до норми. На згадку про Маму професор створює кілька горил альбіносів, які вигукують її ім’я на дахах.

## Пародії, алюзії, цікаві факти
- Зміст серії є алюзією на роман Джорджа Орвелла «Колгосп тварин».
- Повстання роботів пародіює соціалістичну революцію. Це зокрема очевидно завдяки діалогам між Бендером і електронною вітальною листівкою, в якій рясно трапляються елементи марксистського лексикону (зокрема слова «товариш» і «буржуазія»).
- Сигаретний автомат підпалює сигарету від перфораційної карти.
- Сцена-спогад, в якій Мама і професор Фарнсворт разом їдуть на футуристичному «велосипеді», пародіює схожу сцену з фільму «Буч Кассіді і Санданс Кід», включно з піснею «Raindrops Keep Fallin' on My Head», яка звучить за кадром.
- Перед тим, як розірвати електронну листівку, Бендер вигукує російською мовою: «До свиданья!» (в англійській транскрипції «Do svidaniya»). Цей жарт, вочевидь, пов'язаний з тим, що у свідомості пересічного американця соціалістичні та комуністичні ідеї пов'язані, насамперед, з росіянами.
- Не зважаючи на те, що сини Мами стверджують, ніби відвезли її до хижі у Бронксі, мапа, яку вони дають команді «Міжпланетного експреса», ясно показує, що хижа знаходиться у Квінз.
- На каналі FOX ця серія отримала рейтинг «TV-14» («не для перегляду дітьми до 14 років») через зміст діалогів («D»), сексуальність («S»), брутальні висловлювання («L») і насильство («V»).

## Особливості українського перекладу
- Текст віршика на вітальній листівці для Мами, який читає Бендер:

Рідна Мамо моя,

Ти створила мене,

Тому винна сама,

Що люблю я тебе,

Незрівняна моя,

Як той торт із крема́ми,

Я люблю тебе, Мамо!